# Schizopetalon bipinnatifidum
Schizopetalon bipinnatifidum är en korsblommig växtart som beskrevs av Rodolfo Amando Philippi. Schizopetalon bipinnatifidum ingår i släktet Schizopetalon och familjen korsblommiga växter. Inga underarter finns listade i Catalogue of Life.